# Лукама (Північна Кароліна)
Лукама (англ. Lucama) — місто (англ. town) в США, в окрузі Вілсон штату Північна Кароліна. Населення — 1036 осіб (2020).

## Географія
Лукама розташована за координатами 35°38′41″ пн. ш. 78°0′26″ зх. д. / 35.64472° пн. ш. 78.00722° зх. д. (35.644663, -78.007190).  За даними Бюро перепису населення США в 2010 році місто мало площу 1,61 км², уся площа — суходіл.

## Демографія
Згідно з переписом 2010 року, у місті мешкало 1108 осіб у 398 домогосподарствах у складі 277 родин. Густота населення становила 689 осіб/км².  Було 478 помешкань (297/км²).
Расовий склад населення:
| - 48,7 % — білих - 24,9 % — чорних або афроамериканців - 0,6 % — корінних американців - 0,2 % — вихідців з тихоокеанських островів - 23,7 % — осіб інших рас |

До двох чи більше рас належало 1,8 %. Частка іспаномовних становила 27,7 % від усіх жителів.
За віковим діапазоном населення розподілялося таким чином: 25,3 % — особи молодші 18 років, 62,4 % — особи у віці 18—64 років, 12,3 % — особи у віці 65 років та старші. Медіана віку мешканця становила 34,8 року. На 100 осіб жіночої статі у місті припадало 99,6 чоловіків;  на 100 жінок у віці від 18 років та старших — 95,3 чоловіків також старших 18 років.
Середній дохід на одне домашнє господарство  становив 36 021 долар США (медіана — 35 833), а середній дохід на одну сім'ю — 40 803 долари (медіана — 40 795). За межею бідності перебувало 36,7 % осіб, у тому числі 57,2 % дітей у віці до 18 років та 3,4 % осіб у віці 65 років та старших.
Цивільне працевлаштоване населення становило 389 осіб. Основні галузі зайнятості: освіта, охорона здоров'я та соціальна допомога — 20,3 %, виробництво — 16,7 %, роздрібна торгівля — 13,6 %.